# Jean-Jacques Eydelie
Jean-Jacques Eydelie (Angoulême, 3 febbraio 1966) è un allenatore di calcio ed ex calciatore francese.

## Carriera

### Calciatore
Cresciuto nelle giovanili del Nantes, debuttò in prima squadra nell'annata 1984-1985 e, ad eccezione del biennio 1986-1988, giocò sempre nella formazione giallo-verde. Nel 1992 passò all'Olympique Marsiglia, con cui vinse il campionato e la Coppa dei Campioni. La vittoria del titolo nazionale fu successivamente annullata per una combine, in seguito alla quale la formazione venne retrocessa a tavolino. Alla ricostruzione del fatto, si scopri, malgrado in un primo momento il calciatore si fosse dichiarato innocente, che ebbe un ruolo centrale nell'illecito in quanto fu lui ad avvicinare i tre giocatori del Valenciennes, suoi ex compagni di squadra. A causa della vicenda, subì una squalifica internazionale di un anno.
Dopo aver lasciato Marsiglia giocò un anno in Portogallo con il Benfica per poi tornare in patria e disputare stagioni nel Bastia (1995-1997), nell'Avranches (2000-2002) e nel Beaucaire (2002-2003). Inframmezzò le esperienze in queste squadre con stagioni giocate in Inghilterra con il Walsall e in Svizzera con le maglie del Sion e dello Zurigo.

### Dopo il ritiro
Nel gennaio 2006, presentando l'autobiografia Je ne joue plus!, affermò che nella finale di Coppa Campioni del 1993 (vinta dai marsigliesi contro il Milan) la sua squadra fosse dopata. La presunta confessione scatenò le reazioni di Adriano Galliani, amministratore delegato della società rossonera, che chiese la revoca del trofeo. Sul fatto l'UEFA ritenne di non dover eseguire inchieste. Lo stesso Eydelie fu minacciato di denuncia dagli ex compagni di squadra. Ha poi allenato il Limoges, venendo esonerato nel dicembre 2007.

## Palmarès

### Competizioni nazionali
- Campionato francese: 1  (revocato)

Olympique Marsiglia: 1992-1993

### Competizioni internazionali
- UEFA Champions League: 1

Olympique Marsiglia: 1992-1993